# Campionati europei di badminton 2022
I Campionati europei di badminton 2022 si sono svolti a Madrid, in Spagna, dal 25 al 30 aprile 2022. È stata la 30ª edizione del torneo, organizzato dalla Badminton Europe.

## Medagliere
| Posiz. | Nazione     | Oro | Argento | Bronzo | Totale |
| ------ | ----------- | --- | ------- | ------ | ------ |
| 1      | Germania    | 2   | 1       | 0      | 3      |
| 2      | Danimarca   | 1   | 1       | 4      | 6      |
| 3      | Bulgaria    | 1   | 0       | 0      | 1      |
| 3      | Spagna      | 1   | 0       | 0      | 1      |
| 5      | Scozia      | 0   | 2       | 0      | 2      |
| 6      | Francia     | 0   | 1       | 1      | 2      |
| 7      | Scozia      | 0   | 0       | 2      | 2      |
| 8      | Inghilterra | 0   | 0       | 1      | 1      |
| 8      | Israele     | 0   | 1       | 0      | 1      |
| 8      | Turchia     | 0   | 1       | 0      | 1      |
| Totale | Totale      | 5   | 5       | 10     | 20     |

## Podi
| Evento              | Oro                            | Argento                      | Bronzo                             |
| Singolare maschile  | Viktor Axelsen                 | Anders Antonsen              | Misha Zilberman                    |
| Singolare maschile  | Viktor Axelsen                 | Anders Antonsen              | Toma Junior Popov                  |
| Singolare femminile | Carolina Marín                 | Kirsty Gilmour               | Neslihan Yiğit                     |
| Singolare femminile | Carolina Marín                 | Kirsty Gilmour               | Mia Blichfeldt                     |
| Doppio maschile     | Mark Lamsfuß Marvin Seidel     | Alexander Dunn Adam Hall     | Ruben Jille Ties van der Lecq      |
| Doppio maschile     | Mark Lamsfuß Marvin Seidel     | Alexander Dunn Adam Hall     | Ben Lane Sean Vendy                |
| Doppio femminile    | Gabriela Stoeva Stefani Stoeva | Linda Efler Isabel Lohau     | Maiken Fruergaard Sara Thygesen    |
| Doppio femminile    | Gabriela Stoeva Stefani Stoeva | Linda Efler Isabel Lohau     | Amalie Magelund Freja Ravn         |
| Doppio misto        | Mark Lamsfuß Isabel Lohau      | Thom Gicquel Delphine Delrue | Mikkel Mikkelsen Rikke Søby Hansen |
| Doppio misto        | Mark Lamsfuß Isabel Lohau      | Thom Gicquel Delphine Delrue | Robin Tabeling Selena Piek         |